# Fresnoy Mountain
Fresnoy Mountain är ett berg i Kanada.   Det ligger i provinsen Alberta, i den centrala delen av landet, 3 100 km väster om huvudstaden Ottawa. Toppen på Fresnoy Mountain är 3 258 meter över havet, eller 132 meter över den omgivande terrängen. Bredden vid basen är 1,2 km. Fresnoy Mountain ingår i Rocky Mountains.
Terrängen runt Fresnoy Mountain är huvudsakligen bergig.Trakten runt Fresnoy Mountain är nära nog obefolkad, med mindre än två invånare per kvadratkilometer.. Det finns inga samhällen i närheten. 
Trakten runt Fresnoy Mountain är permanent täckt av is och snö.